# Vobro
Vobro – jedno z największych przedsiębiorstw sektora przemysłu spożywczego w województwie kujawsko-pomorskim z siedzibą w mieście Brodnica. Producent wyrobów czekoladowych, galaretek oraz ciastek z rodziny „Frutti di Mare” (razem ok. 100 rodzajów wyrobów). Spółdzielnia jest laureatem nagród w takich konkursach jak Agro Export oraz Mister Eksportu.

## Historia Zakłady Produkcji Cukierniczej „Vobro”
Firma została założona w 1986 roku przez polskiego cukiernika Wojciecha Wojenkowskiego. Początkowo zatrudniała tylko 8 osób, a w asortymencie posiadała jedynie czekoladowe draże. Na początku lat 90. zaczęto wytwarzać w brodnickiej fabryce kolejną słodkość – pianki w czekoladzie, a w 1992 roku wyprodukowano pierwsze praliny – „Wiśnia w czekoladzie”. Od 1996 roku firma jest laureatem wielu nagród i wyróżnień. W 2013 roku jej produkty po raz pierwszy znalazły się na wystawie Gulfood w Dubaju, uznawanej za największe na świecie targi związane z handlem żywnością i napojami. Obecnie, rocznie z brodnickiej fabryki trafia na rynek światowy około 10 milionów bombonierek, z czego czwartą część stanowi eksport. Zakład posiada system ISO 22000, a także standard IFS.

## Nagrody i wyróżnienia
- Medal za zajęcie II miejsca w konkursie Najciekawszy Wyrób Spożywczy Roku 1996.[3]
- Statuetka „Agro Polska” w I edycji ogólnopolskiej, rok 1996.
- Wyróżnienie za wiśnie w czekoladzie podczas Międzynarodowych Targów „INTER-RES” w 1996 roku.
- Wyróżnienie Złotą Karetą „Nowości” 1997 za przedsiębiorczość i za najciekawszy Wyrób Spożywczy Roku.
- Złoty Medal POLAGRA zdobyty podczas Międzynarodowych Targów w Poznaniu w 1998 roku za wiśnie w czekoladzie.
- Tytuł Hit 2001 za „Słodkie owoce mórz południowych”[4].
- Tytuł „Hit publiczności” na targach Polagra Food 2004 za wszystkie wyroby oraz atest „Smak doskonały” za rodzinę produktów „Frutti di Mare”[5].
- Wyróżnienie w VIII edycji ogólnopolskiego Konkursu Gepardy Biznesu 2013 I edycji ogólnopolskiego Konkursu Światowa Firma 2013.[6]
- Certyfikat „Zaufana Firma” przyznawany przez konsumentów za nieposzlakowaną opinię i dbałość o zachowanie wysokich standardów obsługi wobec klientów i kontrahentów[7]

## Eksport
Około jednej czwartej produkcji „Vobro” trafia na eksport, głównie do Czech, Węgier, Rumunii, Bułgarii, Rosji, Izraela, Holandii, a także Włoch, Francji, Niemiec, Belgii, Hiszpanii, i Wielkiej Brytanii.